# Testulea
Testulea là một chi thực vật thuộc họ Ochnaceae.
Bao gồm các loài:
- Testulea gabonensis, Pellegr.